# Timp solar
Ziua solară este timpul necesar unei rotații complete a planetei raportat la raza vectoare planetă - Soare. Ziua solară este perioada alternanței zi - noapte. Timpul solar al unui punct de pe Pământ este o măsură a poziției aparente a Soarelui pentru un observator plasat în acel punct.

## Timpul solar adevărat

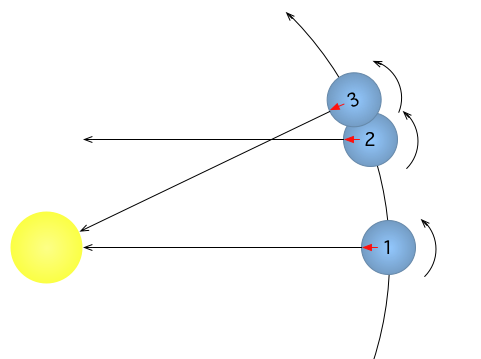
Pe o planetă ce se roteşte în acelaşi sens cu mişcarea sa de revoluţie, ziua solară este mai lungă decât ziua siderală. Ziua siderală este perioada unei rotații față de un sistem de referință inerțial; de la momentul 1 la momentul 2 este o zi siderală. La momentul 2, încă nu este amiază pentru observatorul marcat cu săgeată; amiaza are loc puțin mai târziu, la momentul 3. Notă: desenul nu este la scară.

Timpul solar adevărat al unui observator de pe Pământ este definit ca fiind unghiul orar al Soarelui pentru observatorul respectiv. Ca atare, este un unghi exprimat în unități de timp (24 de ore pentru 360 de grade).
Ziua solară adevărată este timpul scurs între două culminații superioare succesive ale Soarelui. Datorită mișcării de revoluție a Pământului, ziua solară este cu aproximativ patru minute mai lungă decât ziua siderală. În termeni de poziții aparente pe sfera cerească, ascensia dreaptă a Soarelui crește cu aproximativ 1° pe zi; ca urmare, timpul sideral al culminației superioare a Soarelui crește cu aproximativ 4 minute de la o zi la alta.
De notat că ziua solară începe la culminația superioară a Soarelui, adică la amiază, iar timpul solar este 0h la amiază și 12h la miezul nopții.

## Ziua solară medie

### Ziua solară medie
Înclinarea axei Pământului pe orbită și viteza neuniformă de deplasare pe orbită determină variații de ordinul câtorva zeci de secunde ale duratei zilei solare. Din acest motiv, se definește ziua solară medie ca fiind media anuală a duratei zilei solare. Ziua solară medie durează 24 de ore, sau 86400 secunde.
Ziua solară medie este cea pe baza căreia este definită data și ora utilizate în viața de zi cu zi. Ziua solară medie aproximează suficient de bine alternanța zilei cu noaptea pentru a fi utilizată în coordonarea activităților umane, iar, pe de altă parte, durata ei este constantă astfel încât curgerea ei să poată fi măsurată cu ajutorul unui ceas.
Inițial, ora a fost definită ca 1/24 din ziua solară medie, minutul ca fiind 1/60 dintr-o oră, iar secunda ca fiind 1/60 dintr-un minut sau 1/86400 dintr-o zi solară medie. Odată cu apariția ceasului atomic, au putut fi puse în evidență mici variații ale duratei zilei solare medii, cauzate de variații ale vitezei de rotație a Pământului. Ca urmare, secunda este în prezent definită ca durata a exact 9 192 631 770 de perioade ale radiației ce corespunde tranziției dintre cele două niveluri hiperfine ale stării fundamentale ale atomului de cesiu 133 în repaus la temperatura de 0 K. 
Durata unei zile solare medii se abate în prezent cu câteva milisecunde față de valoarea de 86400 secunde. Datorită frânării cauzate de maree, rotația Pământului se încetinește continuu și ca urmare durata zilei solare medii crește cu aproximativ 2 milisecunde pe secol.

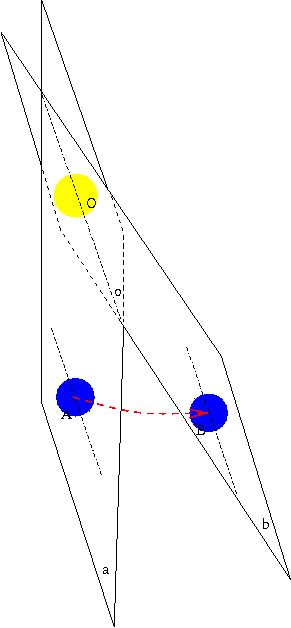
La echinox, ziua solară adevărată este mai scurtă decât ziua solară medie. Diferenţa dintre ziua solară şi ziua siderală este dată de unghiul diedru dintre planele a şi b (cu atât trebuie să se mai rotească Pământul pentru a ajunge cu acelaşi meridian spre Soare). Acest unghi este mai mic decât unghiul dintre razele de la Soare spre Pământ (unghiul AOB), deoarece planul AOB este oblic pe planele a şi b

### Timpul solar mediu
Timpul solar mediu este, în principiu, timpul solar adevărat corectat în așa fel încât să curgă uniform. Anume, se definește un Soare fictiv, care se deplasează cu viteză constantă pe ecliptică și coincide cu soarele adevărat în momentul trecerii Pământului prin periheliul orbitei sale. Se definește apoi un al doilea Soare fictiv, numit Soarele mediu, care parcurge ecuatorul ceresc cu viteză constantă și trece prin punctul vernal simultan cu primul Soare fictiv. Timpul solar mediu este definit ca fiind unghiul orar al soarelui mediu.
Diferența dintre timpul solar adevărat și timpul solar mediu se numește ecuația timpului.
Ca și în cazul timpului solar adevărat, timpul solar mediu are ora 0 la amiază și ora 12 la miezul nopții, iar ziua solară medie începe la amiază. 

## Timpul civil
Deoarece începerea zilei la amiază și socotirea timpului cu ora 0 la amiază și ora 12 la miezul nopții este nepractică, este definit timpul civil, ca fiind timpul solar mediu minus 12 ore.
Timpul civil este specific unui observator, iar timpul civil al unui observator este identic cu timpul civil al altui observator dacă și numai dacă cei doi observatori se găsesc pe același meridian. 
Pentru că tehnic (și practic) este imposibil de gestionat pentru fiecare localitate o proprie oră, este definit timpul legal care diferă relativ puțin față de timpul civil (în principiu, cel mult 30 minute cu plus sau cu minus), dar este egal pentru o zonă mai largă.